# Глауберман Ілля Львович
Ілля Львович Глауберман (24 березня 1934, Дніпропетровськ — 23 липня 2021) — радянський та український музикознавець, педагог, камерний співак.

## Біографічні відомості
У 1950-х роках закінчив Академічне музичне училище при Московській консерваторії (теоретичний відділ).
В Одеській консерваторії починав освіту як вокаліст, учень О. М. Благовидової, закінчив 1963 р. як музикознавець по класу О. Л. Когана.
У 1964—2005 викладав музично-теоретичні дисципліни в Харківському музичному училищі ім. Б. М. Лятошинського. Запровадив проведення щорічних студентських наукових конференцій. Паралельно до 1986 р. викладав на кафедрі теорії музики Харківського інституту мистецтв ім. І. П. Котляревського.
Серед учнів музикознавці О. О. Александрова, М. Ю. Борисенко, Т. Є. Колесник та ін.
У 1960-ті роки виступав як піаніст-концертмейстер у гастрольних концертах Харківського оперного театру, здебільшого в ансамблі з Л. Г. Цуркан.
З 2015 мешкає в Дюссельдорфі (Німеччина).

## Основні праці

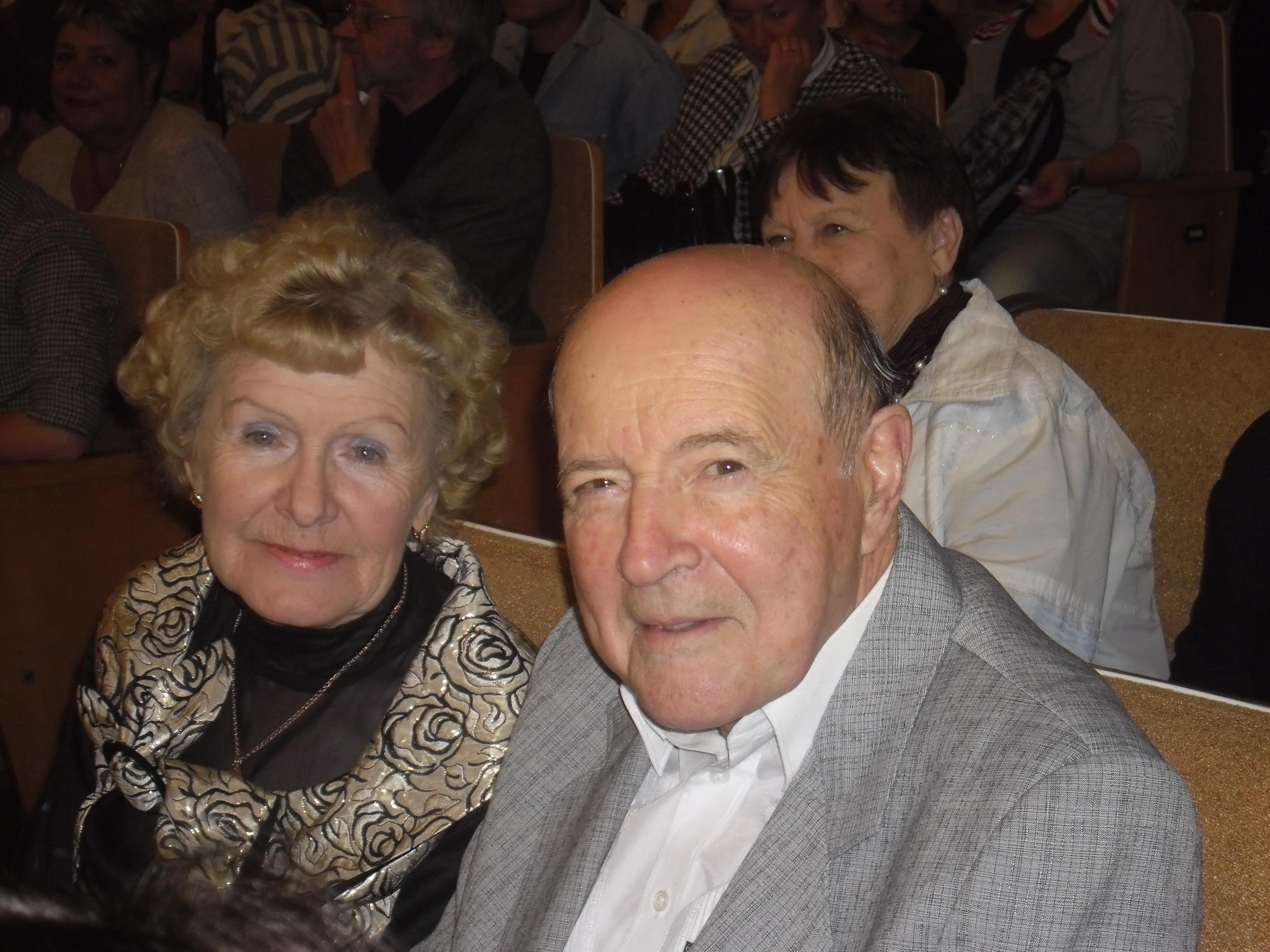
Людмила Цуркан та Ілля Глауберман (2012, фото Г.Ганзбурга)

- Глауберман И. Л. Полифония в двухголосных инвенциях И. С. Баха. — Харьков: Стиль-Издат, 2004.
- Глауберман И. Л. Основы изучения музыкальных произведений: Монография / Под обш. ред. О. А. Вербы. — Харьков: СПД ФО Бровін О.В., 2009. — 123 c.

## Сім'я
- Дружина — співачка Людмила Цуркан (1934–2019), заслужений діяч мистецтв України, професор.
- Дочка — театрознавець Марія Цуркан.
- Зять — композитор Олександр Грінберг (нар. 1961).